# Tamás Kerékjártó
Tamás Kerékjártó (Miskolc, 9 de julio de 1979) es un deportista húngaro que compitió en natación.
Ganó una medalla de bronce en el Campeonato Europeo de Natación de 2006 y dos medallas en el Campeonato Europeo de Natación en Piscina Corta, plata en 2002 y bronce en 2006.

## Palmarés internacional
| Campeonato Europeo                  | Campeonato Europeo   | Campeonato Europeo | Campeonato Europeo |
| Año                                 | Lugar                | Medalla            | Prueba             |
| ----------------------------------- | -------------------- | ------------------ | ------------------ |
| 2006                                | Budapest (Hungría)   | Medalla de bronce  | 200 m estilos      |
| Campeonato Europeo en Piscina Corta |                      |                    |                    |
| Año                                 | Lugar                | Medalla            | Prueba             |
| 2002                                | Riesa (Alemania)     | Medalla de plata   | 200 m estilos      |
| 2006                                | Helsinki (Finlandia) | Medalla de bronce  | 200 m estilos      |